# Мер (Оверейсел)
Мер (нід. Meer) — селище в нідерландській провінції Оверейсел. Входить до муніципалітету Твентеранд.
Його площа становить 6,95 км², а населення станом на 2021 рік складало 385 осіб.
Перша згадка про населений пункт датується 1333 роком.